# みなづきふたご
みなづき ふたご（6月16日 - ）は、日本の漫画家、イラストレーター。同人サークル「みなむーん」を運営している。

## 作品リスト

### 漫画作品
- 港湾署デカビタ誌（『まんがタイムポップ』→『まんがタイムジャンボ』2003年 - 2004年） - 未単行本化。「みなむーん」ウェブサイトの「works」も参照[2]。
- 『征服魔呼ちゃん』[3]ワニブックス〈ガムコミックス〉、2005年3月発行、ISBN 4-8470-3494-5（『コミックガム』連載）
- 爆熱学園Ultra☆StriQ（『もより』2005年 - 2006年）[4]
- ねおにお（『月刊ComicREX』2006年）
- 『まんがみなむーん 4Koma DX』司書房〈ツカサコミックス〉、2007年5月、ISBN 4-8128-1649-1
- 『信長の変貌 萌える戦国ミステリー』原作：鯨統一郎、PHP研究所、2009年8月10日発売[5]、ISBN 978-4-56977-104-5
- 『ましろ色シンフォニー』角川書店〈角川コミックス・エース〉全2巻（原作：ぱれっと、『月刊コンプエース』2009年11月号 - 2010年10月号）
  - 『ましろ色シンフォニー -Wind of silk-』角川書店〈角川コミックス・エース〉全1巻（原作：ぱれっと、『月刊コンプエース』2011年4月号 - 9月号）
  - 『ましろ色シンフォニー -Twinkle moon-』角川書店〈角川コミックス・エース〉全1巻（原作：ぱれっと、『月刊コンプエース』2011年10月号 - 2012年1月号）
- 『貿易ビジネス入門―萌えて学べる輸出と輸入 知識ゼロからはじめる』原作：木村雅晴、PHP研究所、2010年12月13日発売[6]、ISBN 978-4-56979-155-5
- ニジイロセブン（マジキューコミックスWeb連載）
- ふたば！モデリング（GSIクレオス ホビー部ホームページ連載）
- ふたばぱにっく？（GSIクレオス ホビー部ホームページ連載）
- 神戸電子のコベコちゃん（神戸電子専門学校ホームページ連載）
- 『織田信奈の野望 ひめさまといっしょ』KADOKAWA〈ドラゴンコミックスエイジ〉全2巻（原作：春日みかげ、『エイジプレミアム』2011年Vol.1 - 2012年11月号）
- 『オレと彼女の絶対領域』ホビージャパン〈ダンカンコミックス〉全3巻（原作：鷹山誠一、『コミックダンガン』連載）
  1. 2012年5月26日発売[7]、ISBN 978-4-79860-400-8
  2. 2012年12月27日発売[8]、ISBN 978-4-79860-522-7
  3. 2013年7月27日発売[9]、ISBN 978-4-79860-640-8
- 『ボクと僕』一迅社〈IDコミックス わぁい！コミックス〉全2巻（『わぁい!』連載）
  1. 2013年6月20日発売[10]、ISBN 978-4-75801-320-8
  2. 2014年7月19日発売[11]、ISBN 978-475801-385-7
- 『放課後○○倶楽部』ワニブックス〈ガムコミックスプラス〉全3巻（『コミックガム』連載）
  1. 2013年12月25日発売[12]、ISBN 978-4-84703-899-0
  2. 2014年6月25日発売[13]、ISBN 978-4-84703-924-9
  3. 2014年12月25日発売[14]、ISBN 978-4-84703-949-2
- 『解放少女SIN Mystycle Line』KADOKAWA〈角川コミックス・エース〉全1巻（原作：5pb.、『月刊コンプエース』2014年6月号 - 2014年10月号）
- 『エクスメイデン』KADOKAWA〈ドラゴンコミックスエイジ〉全1巻（原作：ランバート、キャラクター原案：FBC、『ドラゴンエイジ』2015年6月号 - 12月号）
- 『ウルタールの憂鬱』KADOKAWA〈電撃コミックスNEXT〉全2巻（原作：ジコウリュウ、ストーリー：内田ゆき、『電撃ホビーウェブ』連載）
  1. 2016年7月27日発売[15]、ISBN 978-4-04892-299-9
  2. 2017年1月27日発売[16]、ISBN 978-4-04892-726-0
- 『精霊幻想記』ホビージャパン〈HJコミックス〉既刊12巻（原作：北山結莉、『コミックファイア』2017年7月7日 - 連載中）
- 『たすけてまおうさま』ワニブックス〈ガムコミックスプラス〉全3巻（『WEBコミックガム』連載）
  1. 2018年2月24日発売[17]、ISBN 978-4-84706-813-3
  2. 2018年8月25日発売[18]、ISBN 978-4-84706-827-0
  3. 2019年2月25日発売[19]、ISBN 978-4-84706-838-6
- 『世界救い終わったけど、記憶喪失の女の子ひろった@COMIC』TOブックス〈コロナ・コミックス〉既刊2巻（原作：龍流、キャラクター原案：紅緒、『コロナEX』2024年2月5日 - 連載中）
  1. 2024年10月15日発売[20][21]、ISBN 978-4-86794-333-5
  2. 2025年5月15日発売[22]、ISBN 978-4-86794-567-4

### イラスト
- 屍神少女大戦 キミが、キミを殺す時（朝日ノベルズ、著者：岡本賢一、2009年）
- 恋するキサラギくんの30日間ないとめあ（pixiv Visual Story、著者：日暮茶坊、2012年）

### その他
- UFO-CO（スペースインベーダーエクストリーム2、2009年3月26日）キャラクターデザイン
- コベコちゃん（神戸電子専門学校、2009年11月）[23]キャラクターデザイン
- 青木野菜（桃色大戦ぱいろん、2008年 - 2015年）キャラクターデザイン